# Ситниця
Си́тниця — село в Україні, у Луцькому районі Волинської області. Входить до складу Колківської селищної громади. Населення становить 476 осіб.

## Географія
Село розташоване між річками Грушвицею та Рудкою.

## Історія
У 1906 році село Колківської волості Луцького повіту Волинської губернії. Відстань від повітового міста 42 верст, від волості 6. Дворів 86, мешканців 512.
До 9 червня 2017 року село входило до Старосільської сільської ради.
12 червня 2020 року, відповідно до розпорядження Кабінету Міністрів України № 708-р «Про визначення адміністративних центрів та затвердження територій територіальних громад Волинської області», село увійшло у склад Колківської селищної громади.
19 липня 2020 року, в результаті адміністративно-територіальної реформи та ліквідації  Маневицького району, село увійшло до складу новоутвореного Луцького району.

## Населення
Згідно з переписом УРСР 1989 року чисельність наявного населення села становила 476 осіб, з яких 226 чоловіків та 250 жінок.
За переписом населення України 2001 року в селі мешкало 605 осіб.

### Мова
Розподіл населення за рідною мовою за даними перепису 2001 року:
| Мова       | Відсоток |
| ---------- | -------- |
| українська | 99,67 %  |
| білоруська | 0,17 %   |
| російська  | 0,17 %   |